# Museo del Risorgimento e dell'età contemporanea (Padova)
Il Museo del Risorgimento e dell'età contemporanea è un museo situato nel centro storico di Padova, nello stesso edificio dello storico Caffè Pedrocchi.

## Storia
Il museo, allestito accanto al piano nobile dello storico Caffè Pedrocchi, è stato inaugurato l'8 febbraio 2004.
Il luogo è particolarmente significativo poiché l'8 febbraio 1848, proprio all'interno dello stabilimento Pedrocchi, avvenne il ferimento di uno studente universitario da parte di soldati austriaci (sul muro venne posizionata una targa in metallo a ricordo): l'episodio diede il via ad alcuni dei motii caratterizzanti il Risorgimento italiano e che sono ancora oggi ricordati nell'inno ufficiale dell'Università di Padova, intitolato Di canti di gioia.

## Esposizione
Nel museo sono conservati documenti, materiale bellico, opere d'arte, medaglie ed immagini, che testimoniano un secolo e mezzo di storia padovana e nazionale, dalla caduta della Repubblica di Venezia (1797)  fino all'entrata in vigore della Costituzione italiana (1948).
In una saletta del museo si possono visionare filmati, tratti da cinegiornali d'epoca, sulla visita di Mussolini a Padova nel 1938 e su altri eventi storici della città, una giubba rossa originale ed una copia del telegramma del celeberrimo "obbedisco" spedito nel 1866 da Giuseppe Garibaldi proprio a Padova, dove si trovava il Comando Generale del Regno d'Italia durante la terza guerra d'indipendenza italiana.